# ستانلي بونز
 بوبي ستانلي بونز (بالإنجليزية: Stanley Pons)‏ كيميائي فرنسي أمريكي من مواليد 23-8-1943 عرف بعمله مع مارتن فليشمان في الإندماج البارد في الثمانينات والتسيعينيات من القرن العشرين.